# Claire de Brunner
Claire de Brunner (auch Claire deBrunner, * um 1960) ist eine US-amerikanische Jazz- und Improvisationsmusikerin (Fagott, Komposition).

## Leben und Wirken
Claire de Brunner lernte mit 14 Jahren Fagott. Sie absolvierte eine klassische Ausbildung und erhielt bald darauf ein Stipendium zum Studium in der Dalcroze School of Music. Ihre Studien setzte sie an der High School of Music and Art, der North Carolina School of the Arts und an der Manhattan School of Music fort, wo sie Unterricht bei Stephen Maxym hatte. Daneben spielte sie in verschiedenen Orchestern und Kammerensembles. In den 1980er-Jahren wandte sie sich der Avantgarde- und Downtown-Szene New Yorks zu und war Gründungsmitglied der Formation 101 Crustaceans, die in der New Yorker Post-Punk-Tradition stand; eine weitere Band war Church of Betty, mit der erste Aufnahmen entstanden. In den frühen 1990er-Jahren studierte sie Jazzimprovisation bei Lee Konitz und Connie Crothers; sie arbeitete seitdem in der New Yorker Free-Jazz- und Avant-Szene u. a. mit Daniel Carter, Connie Crothers, Matt Lavelle (Solidarity, 2014), Ras Moshe, Ed Pastorini, François Grillot, Ratzo Harris und Blaise Siwula. Im Hauptberuf ist sie als Redakteurin und Korrekturleserin in der Marktforschung tätig.

## Diskographische Hinweise
- Clarie DeBrunner, Miki Navazio, Ed Pastorini, Oren Bloedow, Jan Kotik: One Hundred One Crustaceans (Knitting Factory Works, 1991)
- Macroscopia: Macroscopia (Metier, 2010), mit Tom Zlabinger, Claire deBrunner, Ken Silverman, Daniel Carter
- To Be Continued: Poetry from the Future (Line Art, 2017), mit Daniel Carter, Kevin Norton, Carol Liebowitz